# جيك هيس
جيك هيس (بالإنجليزية: Jake Hess)‏ هو موسيقي ومغني أمريكي، ولد في 24 ديسمبر 1927 في مقاطعة ليمستون في الولايات المتحدة، وتوفي في 4 يناير 2004 في أوبيليكا في الولايات المتحدة.

## وصلات خارجية
- جيك هيس على موقع ميوزك برينز (الإنجليزية)
- جيك هيس على موقع أول ميوزيك (الإنجليزية)
- جيك هيس على موقع ديسكوغز (الإنجليزية)